# Římskokatolická farnost Volfartice
Římskokatolická farnost Volfartice (německy Wolfersdorf) je církevní správní jednotka sdružující římské katolíky na území obce Volfartice a v jejím okolí. Organizačně spadá do českolipského vikariátu, který je jedním z 10 vikariátů litoměřické diecéze. Centrem farnosti je kostel svatého Petra a Pavla ve Volfarticích. 

## Historie farnosti
Farnost je ve Volfarticích připomínána již ve 14. století, gotický farní kostel tehdy stál na místě dnešního rokokového. Později farnost zanikla a byla obnovena až v roce 1756. Farnosti se při jejím obnovení ujali Maltézští rytíři, jejichž kněží zde pak vykonávali duchovní správu až do roku 1926.
V roce 1926 správu farnosti převzala litoměřická diecéze a duchovní správu zde následně po odchodu maltézských rytířů od roku 1926 vykonávali diecézní kněží. V roce 1954 sem přišel jako duchovní správce Josef Slavík. Ten zde pak působil až do své smrti v roce 1991 a byl posledním sídelním duchovním správcem. Za něj byla zřízena zimní kaple v přízemí fary a liturgický prostor v kostele byl upraven dle liturgických reforem II. vatikánského koncilu. Z Volfartic byly tehdy spravovány také farnosti Horní Libchava a Slunečná.
Od roku 1991 začala být duchovní správa obstarávána excurrendo kněžími z děkanství v České Lípě. Po roce 2012 byla místní fara rekonstruována a její prostory byly pronajaty pro účely rukodělné mýdlárny.

## Duchovní správcové vedoucí farnost

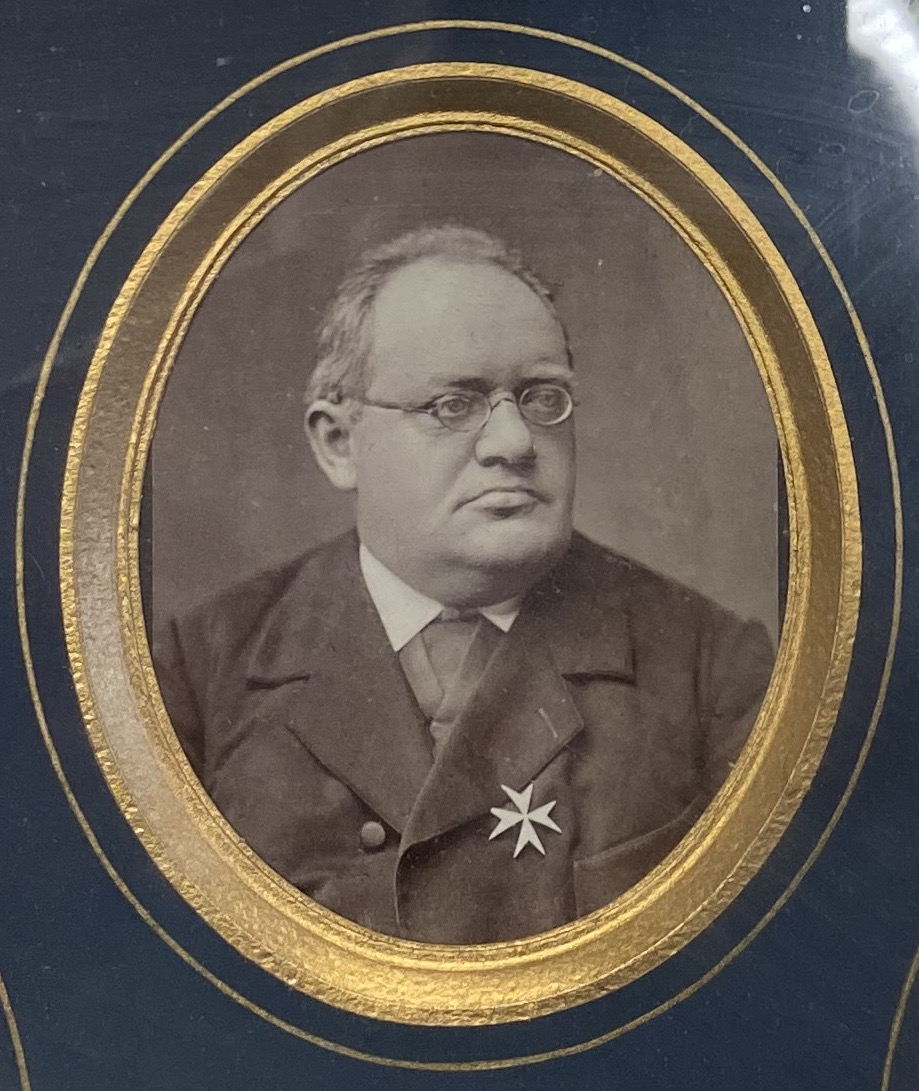
Volfartický farář Wenzel Heike na tablu 25. výročí od kněžského svěcení (31. července 1885)

Začátek působnosti jmenovaného v duchovní správě farnosti od:
- 1363 Walter z Lipého
- 1756 Josef Neumann O. Melit.
- 1776 Karel Emanuel Küffner O. Melit., † 13. 8. 1783
- 1783 Philip. Kromer O. Melit.
- 1811 Aug. Schlegel O. Melit.
- 1815 Vinc. Blodek O. Melit., n. 16. 7. 1776 Drhobliens., o. 20. 9. 1801
- 1830 Joann. Seifert O. Melit., n. 22. 12. 1790 Prag, o. 15. 8. 1816, † 30. 7. 1847
- 1848 Petr. Schneyder O. Melit., n. 7. 12. 1807 Velvary, o. 19. 3. 1833
- 1853 Joann. Drbal O. Melit., n. 22. 2. 1801 Kohl. Janowitz, o. 21. 12. 1827
- 1855 Joann. Ibehey O. Melit., n. 19. 4. 1811 Tilmitschav., o. 4. 8. 1839
- 1861 Jos. Boehm O. Melit., n. 19. 1. 1816 Barav., o. 1. 8. 1841
- 1866 Jos. Cikan O. Melit., n. 7. 7. 1819 Skuč., o. 26. 1. 1851
- 1869 Adalb. Jambura O. Melit., n. 17. 4. 1827 Vrčov., o. 29. 1. 1852
- 1872 Henric. Beránek O. Melit., n. 9. 9. 1838 Stračov, o. 30. 7. 1865
- 1876 Anton. Stoessel O. Melit., n. 15. 6. 1842 Leipa, o. 3. 3. 1867
- 1881 Wencesl. Hieke O. Melit., n. 21. 3. 1835 Lindenau, o. 31. 7. 1860, † 3. 8. 1903
- 1888 Jos. Šebor O. Melit, n. 13. 7. 1847 Horažďovic, o. 13. 7. 1873
- 1889 Jos. Mergl O. Melit, n. 17. 4. 1853 Strakonic., o. 13. 7. 1879
- 1896 Martinus Oliva O. Melit., n. 1. 1. 1858 Sutticensis, o. 16. 7. 1882
- 1903 Carol. Lucek O. Melit., n. 23. 5. 1858 Horaždovice, o. 15. 7. 1884, † 4. 1. 1930
- 1913 Václav Brzák, O. Melit., n. 10. 12. 1862 Příbram, o. 5. 7. 1887, † 23. 4. 1922
- 1923 Lud. Vachek O. Melit., n. 12. 1. 1868 Lysá, o. 17. 7. 1892
- 1926 par. vacat, admin. interc. Anton. Straka
- 1928 Anton. Straka, n. 6. 8. 1893 Leipa, o. 29. 6. 1919, † 20. 1. 1939
- 1936 Guilelm. Beuys, n. 18. 1. 1881 Pont (G.), o. 14. 7. 1907, † 29. 8. 1945
- 1. 9. 1942 Car. Vollmer, n. 16. 9. 1913 Oberhausen, o. 26. 5. 1940, exil 25. 9. 1945 Bamberg, † 24. 2. 1998
- 2. 10. 1945 Anton. Langhaus
- 28. 8. 1946 Anton. Grus
- 1. 9. 1947 Bohumil Kužela, admin.
- 1. 3. 1951 František Polášek
- 14. 7. 1951 František Graf, n. 27. 6. 1885 Aachen (D), o. 25. 7. 1913, † 28. 12. 1970
- 15. 12. 1951 František Malý, admin.
- 19. 8. 1953 Josef Slavík, admin., n. 9. 8. 1916 Mrkvojedy, o. 1. 6. 1941, † 13. 10. 1991
- 1. 11. 1991 Josef Ivan Peša, OSA, admin. exc. z České Lípy
- 1. 1. 1993 Viliam Matějka, admin. exc. z České Lípy[1]

Kromě kněží stojících v čele farnosti, působili ve farnosti v průběhu její historie i jiní kněží. Většinou pracovali jako farní vikáři, kaplani, katecheté, výpomocní duchovní aj.

## Území farnosti
- Mistrovice s filiálním kostelem Povýšení sv. Kříže
- Volfartice s farním kostelem sv. apoštolů Petra a Pavla
- Nová Ves

## Římskokatolické sakrální stavby na území farnosti
| | Fotografie | Stavba                        | Místo      | Bohoslužby                      | Zeměpisné souřadnice            | Status          | Číslo kulturní památky           |
| Kostely | Kostely    | Kostely                       | Kostely    | Kostely                         | Kostely                         | Kostely         | Kostely                          |
| --- | ---------- | ----------------------------- | ---------- | ------------------------------- | ------------------------------- | --------------- | -------------------------------- |
| 1. |            | Kostel sv. Petra a Pavla      | Volfartice | bližší informace o bohoslužbách | 50°43′50″ s. š., 14°27′9″ v. d. | farní kostel    | 17439/5-3388 (Pk•MIS•Sez•Obr•WD) |
| 2. |            | Kostel Povýšení svatého Kříže | Mistrovice | bližší informace o bohoslužbách | 50°45′32″ s. š., 14°26′ v. d.   | filiální kostel | 50966/5-5896 (Pk•MIS•Sez•Obr•WD) |
| Některé drobné sakrální stavby a pamětihodnosti lze dohledat zde v databázi Drobné sakrální památky Zaniklé sakrální stavby lze dohledat zde v databázi Poškozené a zničené kostely, kaple a synagogy v České republice |            |                               |            |                                 |                                 |                 |                                  |

Ve farnosti se mohou nacházet i další drobné sakrální stavby, místa římskokatolického kultu a pamětihodnosti, které neobsahuje tato tabulka.

## Příslušnost k farnímu obvodu
Z důvodu efektivity duchovní správy byl vytvořen farní obvod (kolatura) farnosti – děkanství Česká Lípa – in urbe, jehož součástí je i farnost Volfartice, která je tak spravována excurrendo. Přehled těchto kolatur je v tabulce farních obvodů českolipského vikariátu.